# NGC 2528
NGC 2528 é uma galáxia espiral (Sb) localizada na direcção da constelação de Lynx. Possui uma declinação de +39° 11' 41" e uma ascensão recta de 8 horas, 07 minutos e 25,0 segundos.
A galáxia NGC 2528 foi descoberta em 22 de Janeiro de 1877 por Édouard Jean-Marie Stephan.